# 투명사회를 위한 정보공개센터

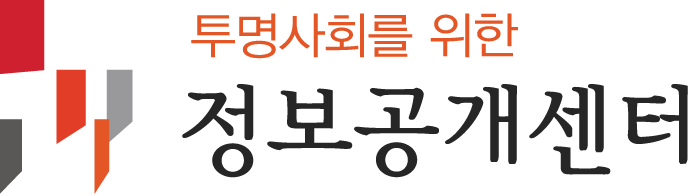
투명사회를 위한 정보공개센터 로고

투명사회를 위한 정보공개센터는 2008년 10월 9일 설립된 대한민국의 시민단체이다. 영문명은 "The Center for Freedom of Information and Transparent Society"이다. 기록정보의 대중화를 통해 국민의 알권리를 실현하고, 정보공개를 통한 행정감시와 권력감시 등의 활동으로 사회전반의 투명성과 책임성을 높여 나가는 것을 목적으로 하고 있다. 김유승 교수(중앙대 문헌정보학과)와 권혜진 박사(데이터저널리즘코리아 대표)가 공동대표를 맡고 있다. 이승휘(명지대 기록관리전문대학원 교수), 김영희(MBC 컨텐츠 총괄 부사장), 서경기(영광교회 목사)가 고문을 맡고 있다.
주된 활동은 국가나 정부, 지방자치단체, 그 밖에 공공기관에 대한 정보공개청구를 통해 공공정보를 분석하고 가공해 대중에 공개하거나 언론의 보도를 지원하는 정보공개를 통한 행정감시 활동을 주요 활동으로 삼고 있다. 또 공공기관이 상시적으로 공개할 의무가 있는 정보들이 원만하게 공개되어 공공기관들이 국민의 알 권리를 적절히 보장하고 있는지 감시하는 활동들도 진행하며 정부 및 공공기관들의 정보공개정책에 민간 참여자로 직접적으로 관여하기도 한다.

## 역사
2008년 10월 9일 하승수를 소장으로, 당시 전진한이 사무국장을, 현 소장인 정진임이 활동가로 3인 사무국 체제로 설립되었다.
2009년 8월에 강언주가 상근 활동가로 합류했다.
2011년에 2월에 강성국이 상근 활동가로 합류했다.
2012년 하승수는 녹색당 창당 활동을 위해 퇴직하고 현재 비상근 임원인 운영위원으로 참여했다. 전진한이 2대 소장을 맡았다.
2013년 조민지가 상근 활동가로 사무국에 합류했다.
2015년 임원진을 구성했던 이사단이 해소되고 이는 운영위원회로 대체되었다. 2대 소장을 역임했던 전진한이 3년 간의 소장 임기를 끝으로 퇴임했다. 3대 소장으로는 김유승 중앙대 문헌정보학과 교수가 새로 취임했다.
2016년 강언주 활동가가 퇴직하고 김조은 활동가가 합류했다.
2016년 벨라 활동가가 합류했다.
2018년 벨라 활동가가 퇴직하고 김예찬 활동가가 합류했다.
2019년 김유승 소장과 운영위원으로 활동하고 있었던 권혜진 박사가 공동대표로 취임하고 정진임 활동가가 신임 소장으로 취임하며 공공데이터 영역으로도 새롭게 활동영역을 넓혔다.
2024년 이리예 활동가가 합류했다.

## 수상내역

### 2010년
- 유네스코한국위원회 디지털유산어워드

### 2019년
- 민주언론시민연합 이달의 좋은 온라인 보도
- 국무총리 표창

### 2020년
- 제32회 안종필 자유언론상 특별상('국회 세금 도둑' 제작팀)

### 2021년
- 제23회 민주시민언론상 특별상
- 제2회 사단법인 코드 커먼즈어워드 열림 부문
- 제1회 한국기자협회 대한민국 팩트체크상 이달의 팩트체크상 시민 부문

### 2022년
- 제5회 한국데이터저널리즘어워드 올해의 오픈데이터상(전국 기초의원 의정감시 데이터 구축 대작전)
- 제4회 노회찬상 특별상

### 2023년
- 제33회 민주언론상 보도부문 특별상(검찰 예산 검증 공동취재단)
- 제6회 한국데이터저널리즘어워드 올해의 오픈데이터상(오픈와치 프로젝트), 올해의 데이터 기반 탐사보도상(검찰 예산 검증 공동취재단)
- 제9회 민주언론시민연합 올해의 좋은 보도상
- 제11회 리영희재단 리영희상

### 2024년
- 2023 미디어공공성포럼 언론상
- 제9회 휴먼테크놀로지어워드 특별부문 최우수상(오픈와치)
- 오마이뉴스 올해의 뉴스게릴라상

## 주요활동

### 2008년
- 10월 9일 단체 창립
- 경찰청, 1997년~2007년까지의 불법/폭력 시위 현황에 대한 정보공개[3]
- 대통령실 1달 전기료가 5000만원 가량 지출되는 상황을 처음으로 공개[4]
- 서울시장의 연간 관용차 주유비가 1,000 여 만원 지출되는 상황을 처음으로 공개[5]

### 2009년
- 법무부, 촛불시위자 수사대상자는 수가 '1,608명' 이르는 상황을 공개[6]
- 정부 특수활동비 예산 총액은 8,503억 규모 공개[7]
- 쇠고기 원산지 허위표기 업소명단 공개[8]
- 경찰채증장비 구입 현황 공개[9]
- 경찰 보호구, 진압장비 구입내역 분석[10]
- 정치자금법 영수증, 통장사본 등 증빙자료 비공개 조항 위헌심판청구[11]

### 2010년
- 청와대(대통령) 선물 집행내역 공개[12]
- 서울시 구별 치킨집 수 현황[13]
- 서울시 고시원 현황(정보공개청구대회 공개정보)[14]
- 경찰관 1인당 담당 주민 수 분석[15]
- 경찰 체류탄 73만발 이상 보유 사실 공개[16]
- 초중등 교사 성범죄 현황 분석[17]

### 2011년
- 서울대 지역별, 출신고교 유형별 합격자 현황 공개[18]
- 경찰 집회시위관리장비 구매 증가내역 공개[19]
- 저작권법 고소 양산 정황 분석[20]
- 한미, 한EU FTA 관련 외교통상부 발주 연구용역 모두 비공개한 사실 공개[21]
- 헌정회 65세 이상 원로회원에게 월120만원 지급 사실 공개[22]
- 행정안전부 보수단체 편파지원 현황 공개[23]
- 외교통상부 FTA국 한미 FTA 협상중이던 2006년 생산문서 91.6% 비공개 사실 공개[24]

### 2012년
- 특혜적 국회 의무실 운영 내규 및 예산 공개[25]
- 최시중 전 방송통신위원회 위원장 업무추진비 부정사용 의혹제기[26]
- 최시중 전 방송통신위원회 위원장 경조사 화환비 과다 지출 내역 공개[27]
- 김석동 전 금융위원장 경조사 화환비 및 축조의금 과다지출 내역 공개[28]

### 2013년
- 19대 국회의원 겸직현황 공개[29]
- 강화군 국회연수원 이용내역 분석[30]
- 국회의원 세비 수당 내역 및 인상률 분석[31]
- 국회의원 세비 주요 선진국과 비교분석[32]

### 2014년
- 대검찰청 저질 연구용역 공개[33]
- 서울 지하철역 실내 미세먼지 농도 분석[34]
- 정몽준 전 국회의원 26년 의정활동 발의 의안 분석[35]
- 문용린 전 서울시 교육감 업무추진비 지출 식당 및 부정 지출의혹 분석[36]
- NK지식인연대 통일부 지원금 수령 후 사업 미진행 사실 공개[37]

#### 세월호 및 해양재난 관련 정보공개
- 해양수산부-해양경찰 여객선 안전점검 부실점검 의혹 공개[38]
- 세월호 사고 맹골도, 병풍도 1년 평균 4회 조난사고 발생하는 사고 빈번 해역[39]
- 2008년 여객선 선령규제완화에 대한 우려를 담은 정부 국토해양부 연구용역 공개[40]
- 컨트롤타워 국가안보실로 명시된 해양수산부 위기관리 매뉴얼 공개[41]
- 해양수산부 위기관리 매뉴얼 언론 대응 내용 무단 변경 공개[42]
- 언딘과 유착 논란 한국해양구조협회 임원진과 재정 구성 정보 공개[43]
- 해양수산부 '세월호' 관련 문서 목록 70%가량 비공개 정황 공개[44]

### 2015년
- 이완구 전 국무총리후보 충남도지사 재직 시절 업무추진비 현금 사용과다 정황 공개[45]
- 대통령 비서실 정보공개 의무 미이행에 따른 감사청구[46]
- 이명박 전 대통령 비밀기록 생산현황 보고 미이행 사실 공개[47]
- 민주화 적폐 주장 대통령 비서실 발주 연구용역 공개[48]
- 서울 부동산 보유 지방 지역구 국회의원 재산 내역 분석[49]
- 메르스 확산 시기 정부의 감염병 매뉴얼 무시 정황 공개[50]
- 교육부와 국사편찬위원회에 역사 및 한국사 국정교과서 집필진 정보공개청구[51]
- 민주사회를 위한 변호사 모임과 공동으로 국정교과서 집필진 공개거부취소소송[52]

### 2016년
- 2010년~2015년 초중등교원 성비위 징계현황 분석[53]
- 20대 총선 서울지역 예비후보자 범죄내역 분석[54]
- 20대 총선 정당별 정책공약분석[55][56][57]
- 20대 총선 서울지역 후보 음주운전 전과기록 분석[58]
- 국가정보원 서울지방경찰청 통신자료 자료제공요청서 정보공개거부취소소송[59]

### 2017년
- 한국사 및 역사 국정교과서 집필진 정보공개거부취소 소송 승소[60]
- 국정원 통신자료제공요청서 정보공개거부취소 소송 일부승소[61]
- 대선 후보 정보공개 관련 정책 분석[62]
- 국회의원 2012년~2016년 정책개발비 내역 분석[63]
- 김관진 전 국가안보실장, 김기춘 전 대통령비서실장 세월호 관련 문서 조작에 대한 직권남용 및 허위공문서작성 등 혐의로 검찰고발[64]

### 2018년
- 이명박 전 대통령 영포빌딩 사건에 대한 대통령기록물 무단유출 혐의로 검찰고발[65]
- 국민헌법특별주문위원회에 정보기본권 신설 조문안 제출[66]
- 전국 대학교 전임교원 여성비율 분석[67]
- 알권리감시단 서울 25개 기초의회 업무추진비 내역 분석[68][69][70][71][72][73][74][75][76]
- 전국 시군구 기초의회 의정연수내역 분석[77]
- 좋은예산센터, 세금도둑잡아라와 함께 이은재, 백재현, 황주홍, 강석진 국회의원 정책연구 용역비리에 의한 사기 죄 고발 및 서청원 의원 수사의뢰[78]
- 좋은예산센터, 세금도둑잡아라 등과 공동 진행한 정책연구 분석을 통해 정책보고서 표절, 허위연구용역 등 비리혐의 의원들 연구비 자진 국고 반납액 1억원 초과[79]

### 2019년
- 서울시 25개구 공무원 음주운전 적발 내역 공개[80]
- 전국 광역단체 공무원 음주운적 적발 및 징계내역 공개[81]
- 2014년~2019년 기초의회 의원 징계내역 공개[82]
- 20대 국회의원 2019년 재산공개(스프레드시트)[83]
- 경찰발전위원회 명단 공개거부취소소송[84]
- 공직사회 성매매 관련 징계현황과 문제점 분석[85][86]
- 서울시 자치구의회 공무국외연수 결과보고서 분석[87], 국회 정책연구위원 해외출장 결과보고서 분석[88]
- 세계일보와 [알권리는 우리의 삶이다] 연재 공동기획[89][90][91][92][93][94][95][96][97][98][99][100][101][102][103][104][105]
- 1997 외환위기 아카이브 개설[106]
- 문화훈장 수훈 671건 분석[107]

### 2020년
- 의원기록 기증과 보존을 요청하는 국회의원실록 캠페인 진행[108]
- 국회 입법 및 정책개발비로 제작된 연구보고서와 정책자료집 검증작업[109]
- 20대 국회 정보공개정책 및 알권리에 관한 의정활동 분석[110][111]
- 화난사람들과 대학교 비대면 부실강의 관련 정보공개청구 실행
- 서울시 25개 자치구 정보공개 운영현황 전수조사, 서울시 시민감사 옴부즈만위원회에 감사 청구[112][113]
- 정보공개법 개정안에 대한 의견서 제출[114]
- 경기도 정보공개 현황 실태분석[115]
- 시민을 위한 공공데이터 정책 토론회 개최[116][117]

#### 1997 외환위기 아카이브 업데이트
- IMF공식기록 수록[118]
- 외환위기를 경험한 시민들의 구술 인터뷰 〈나의 IMF 이야기〉[119]
- 외환위기 직후 재벌개혁[120]
- 외환위기와 여성 노동시장의 변화[121]

#### 코로나19와 정보인권
- 〈코로나19 시대의 정보인권〉 온라인 토론회 개최[122][123]
- 〈코로나19 시대의 정보접근권〉 온라인 좌담회 개최[124][125]
- 〈디지털뉴딜과 데이터상품화 흐름〉 간담회 개최[126]

### 2021년
- 2021년 국회고위공직자 재산신고 내역 데이터화[127][128][129]
- 민선 7기 226개 기초의회 2927명 의원의 재산, 징계, 겸직현황 데이터 구축[130][131]
- 정보공개청구 교육 영상 시리즈 제작[132]
- 2021 데이터 액티비즘 스쿨: 활동의 기술 진행[133]
- 한국언론진흥재단에 대한 정부광고 정보공개소송 승소[134]

#### 국회의원 기록법 제정 캠페인
- 국회의원기록법 제정 촉구 서명 캠페인 사이트 제작
- 〈국회의원님들아! 기록을 남기세요!〉 영상 제작[135]
- [국회의원에게 보낼 정책질의서 만들기 DIY] 오픈테이블 진행[136]
- 21대 국회의원에게 의정활동 기록관리에 대한 공개질의 전달[137]

#### 국정원 정보공개 프로젝트
- 국정원 불법사찰 정보공개 및 진상규명을 위한 긴급 토론회 개최[138]
- 국정원 불법사찰 진상규명 특별법 제정 촉구 기자회견[139]
- 국정원 불법 해외공작 공개질의 및 진상규명 촉구 기자회견[140]
- 국정원 불법 해외공작 규탄, 박지원 국정원장 면담 요구 시민사회 기자회견[141]